# Tipula spectata
Tipula spectata är en tvåvingeart som beskrevs av Alexander 1940. Tipula spectata ingår i släktet Tipula och familjen storharkrankar. Inga underarter finns listade i Catalogue of Life.